# Club Futbol Callús
El Club de Futbol Callús és una associació esportiva que es dedica a l'organització i competició d'esdeveniments esportius exclusivament de futbol. El centre esportiu es troba al poble de Callús, a la comarca del Bages, Catalunya.

## Història

### 1922-1932 Primera dècada del club (Callussenc Futbol Club)
Els inicis del C.F. Callús es remunten a principis del segle xx, quan en el municipi hi residien únicament 908 persones. El futbol, originat a Anglaterra l'any 1863, s'introdueix a Callús a través d'alguns infants del poble veí, Santpedor. Aquest fet donarà lloc a la creació del primer camp de futbol, situat a la zona de l'estació dels Ferrocarrils Catalans. La primera crònica de partit data del dilluns 15 de setembre de 1924, el qual va acabar amb derrota del Callussenc Futbol Club per 0 - 1 contra el Vilomara. L'any 1925, es construeix el nou camp de la Resclosa, segurament per actualitzar les mides reglamentàries; tot i això, continuava sent un camp defectuós.

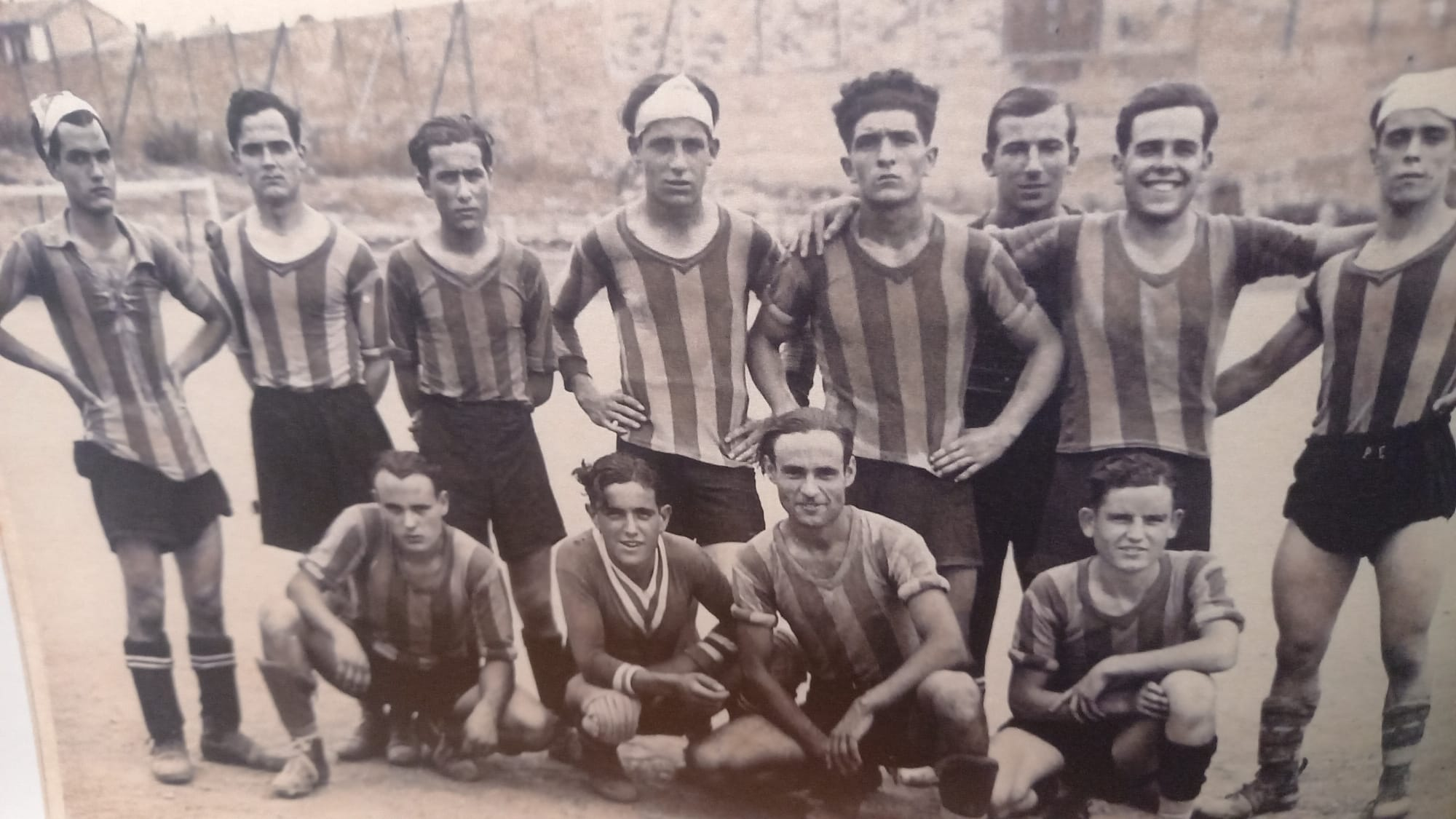
1935. Partit del C. F. CALLÚS al Pujolet (Manresa)

### 1933-1939 República i Guerra
L'any 1933, l'alcalde Frederic Vers habilita un nou camp a les Aubes, actualment els horts municipals. Tres anys després, amb l'esclat de la Guerra Civil Espanyola, l'equip queda aturat de 1936-1939.

### 1940-1959 Postguerra i Primera / Segona Federació
Un cop acabada la Guerra, l'any 1940 es va posar en marxa el nou camp de futbol de l'Ensanche, el qual es va inaugurar el 8 de setembre del mateix any amb el derbi Callús-Súria. En l'ambient de postguerra, i amb la victòria del règim franquista, es van haver d'entonar els himnes del règim. L'any 1945, Joan Codina i Francesc Morera, participants de la segona junta del club, duran a terme la primera federació del C.F. Callús a la lliga d'Adherits (1947-1949). La segona etapa federada arriba l'any 1955, on el club participa en el grup 22 del Torneig de primavera, on queda l'últim classificat amb només 6 punts.

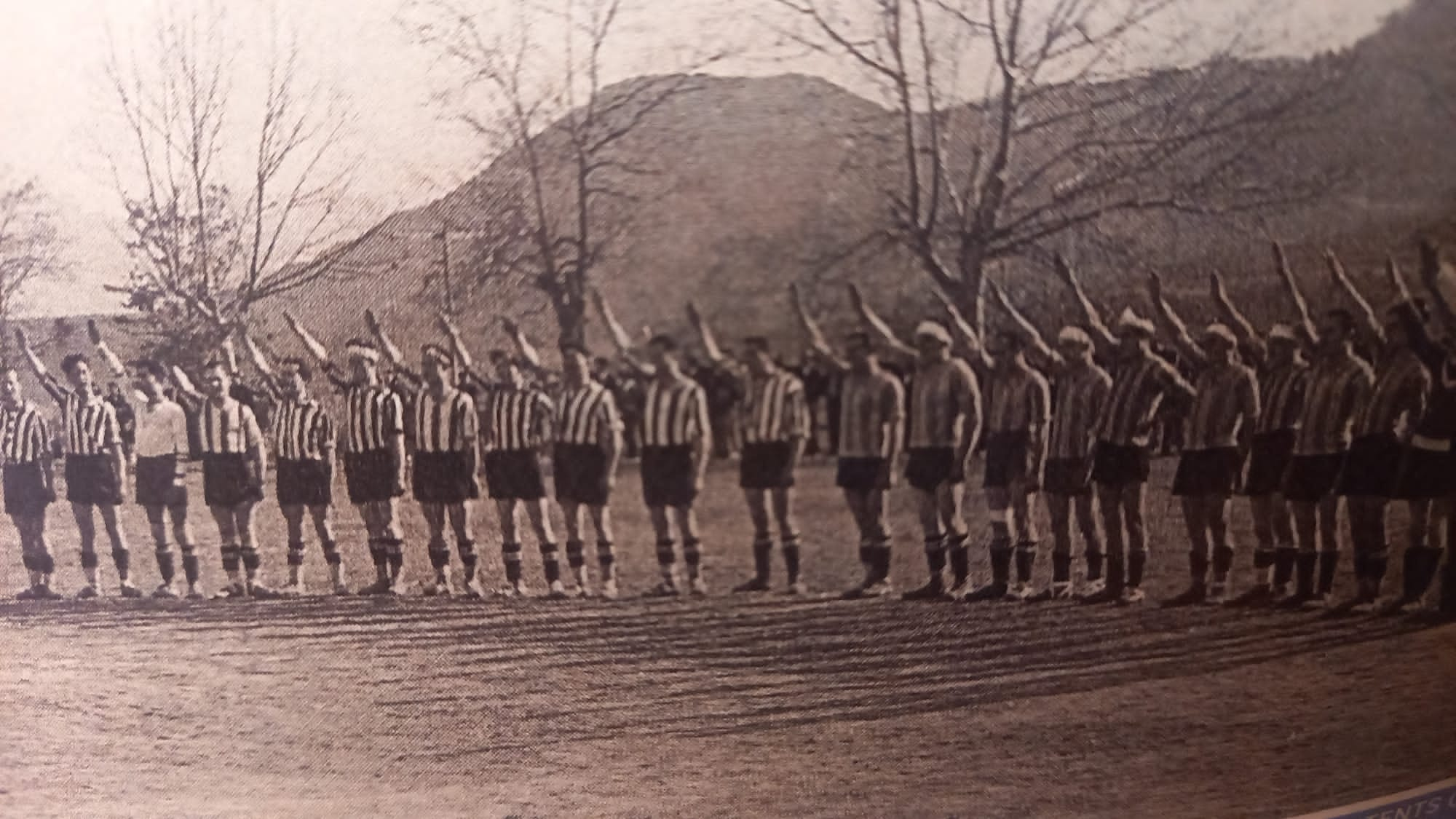
Jugadors cantant "cara al sol"

### 1960-1967 Retorn al passat
Els anys seixanta van ser anys de canvis econòmics i socials. El poble, ja amb 1800 habitants, pateix canvis socials i interns en el club, vestint fins i tot els colors blancs del Real Madrid.

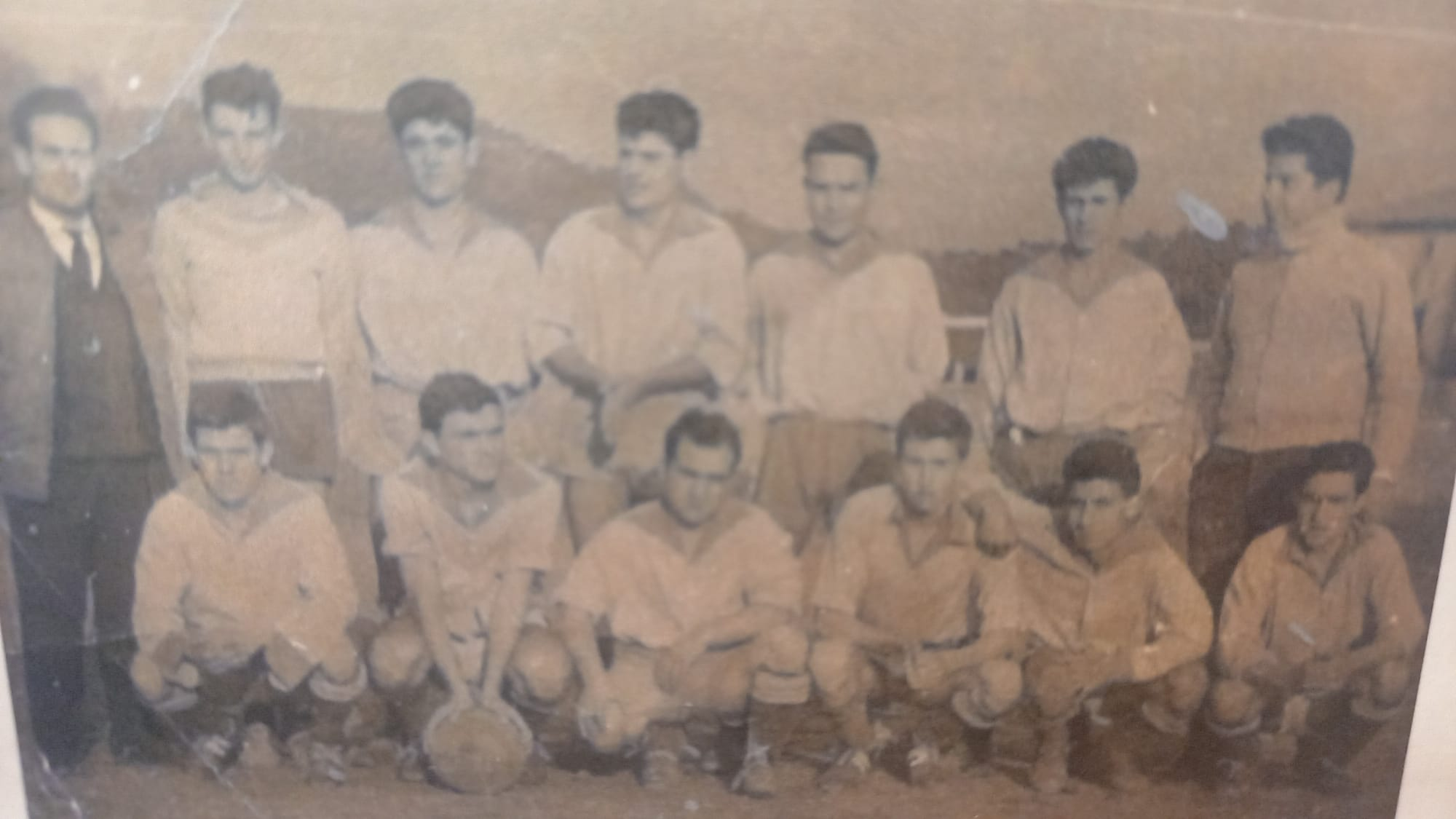
1962. Jugadors vestits de blanc

### 1968-1974 La nova federació
L'any 1968 es torna a federar els equips després de quasi una dècada d'una gestió esportiva poc oficial i amb falta de seriositat. Per aquest motiu es va impulsar una nova directiva esportiva, administrativa, d'infraestructures i serveis a càrrec del nou president Francesc Casé Vilardell.
En aquesta nova etapa l'economia del club va resultar favorable després de força temps, fent així que milloressin molts aspectes com les infraestructures i els recursos dels equips.
Tot aquest progrés va suposar un conjunt d'avantatges per als jugadors i es va aconseguir pujar a Segona Regional Catalana, un triomf molt rellevant per a la història del Club de Futbol Callús. Al llarg d'aquests anys cal destacar la primera intenció de crear un equip femení, l'any 1970.

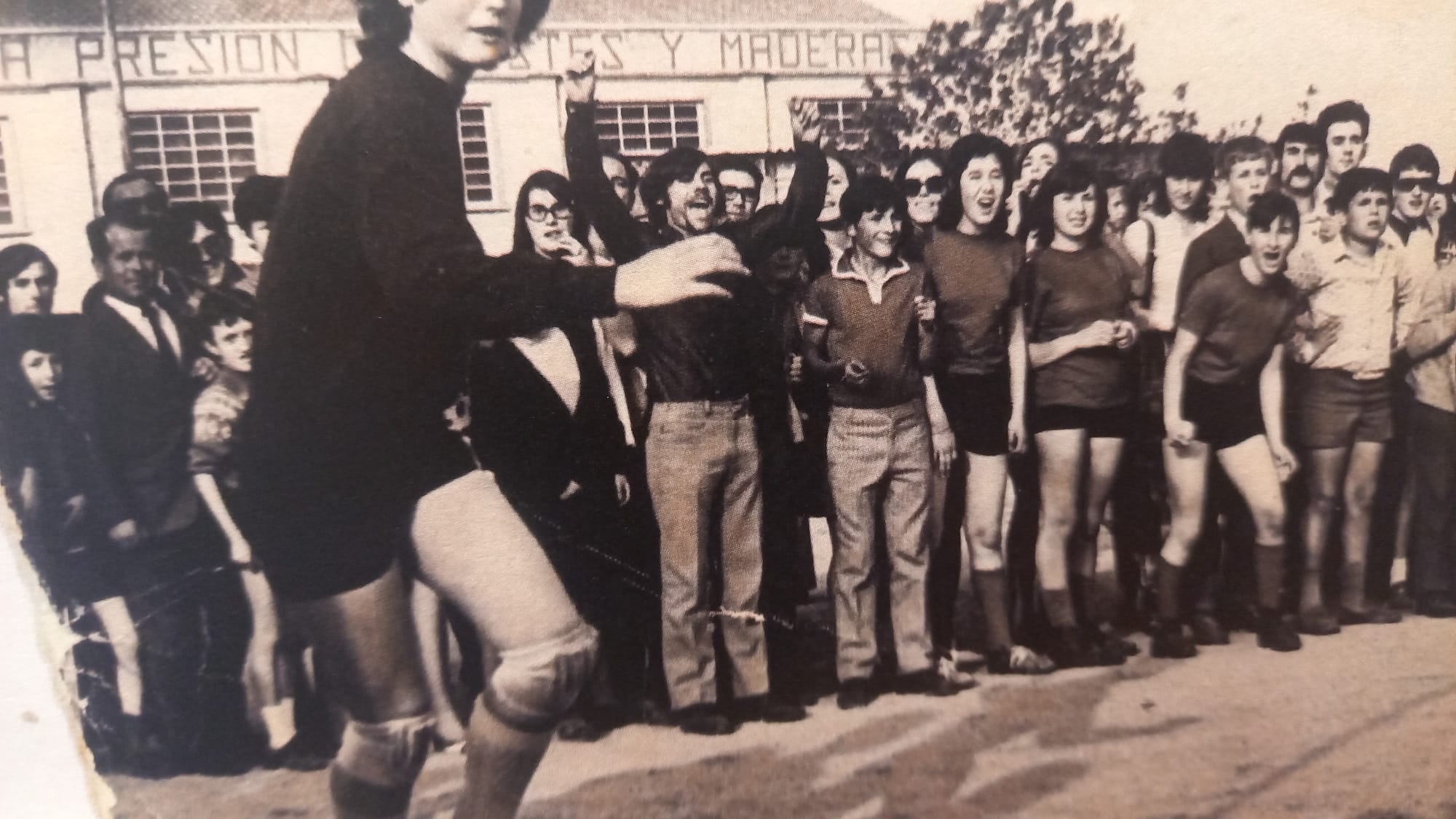
1970. Jugadores de l'equip femení

### 1974-1990 Període de davallada i nou camp
En aquesta segona meitat dels anys setanta, el club s'instal·la a Tercera Regional. També, apareix un equip d'infantils. Tot i això, aquesta serà una etapa d'irregularitats que impedeixen aspirar a millors resultats. Finalment, l'any 1984 s'inaugura el nou i actual camp municipal de Callús, anomenat Andreu Lladó.

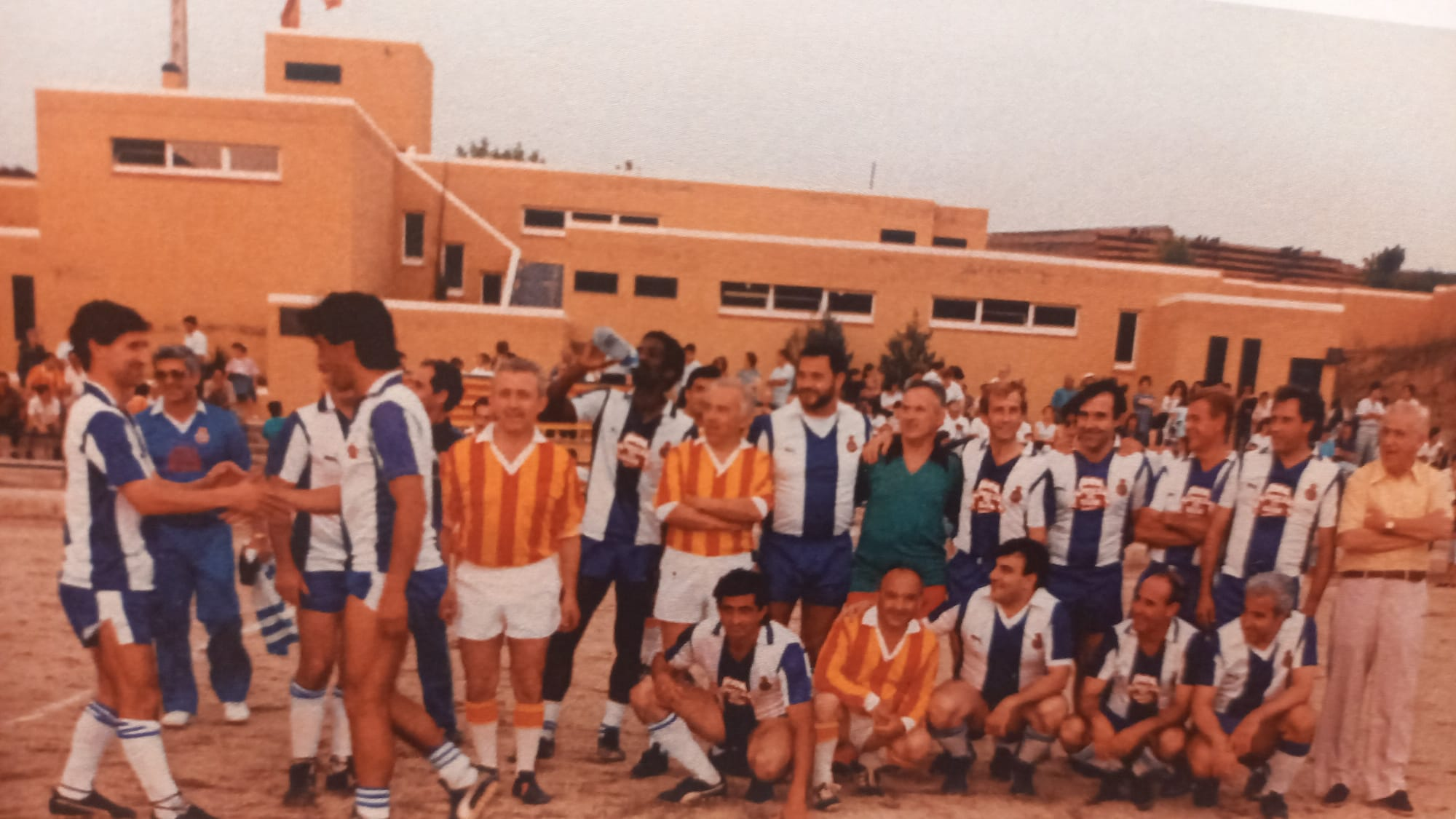
1984. Partit d'inauguració entre els veterants de l'Espanyol i el Callús

### 1990-2022 Etapa de creixement i actualitat
Durant aquesta etapa, el C.F. Callús experimenta un creixement significatiu, tot i experimentar etapes negatives. Cal destacar-hi la temporada 1996-1997, on el club aconsegueix el primer i únic ascens a Primera Regional, sent el poble més petit de Catalunya en disputar aquesta competició. Amb l'arribada del segle XXI, el club ha patit el creixement més gran de la seva història, arribant a tenir 15 equips la temporada 2021-2022.

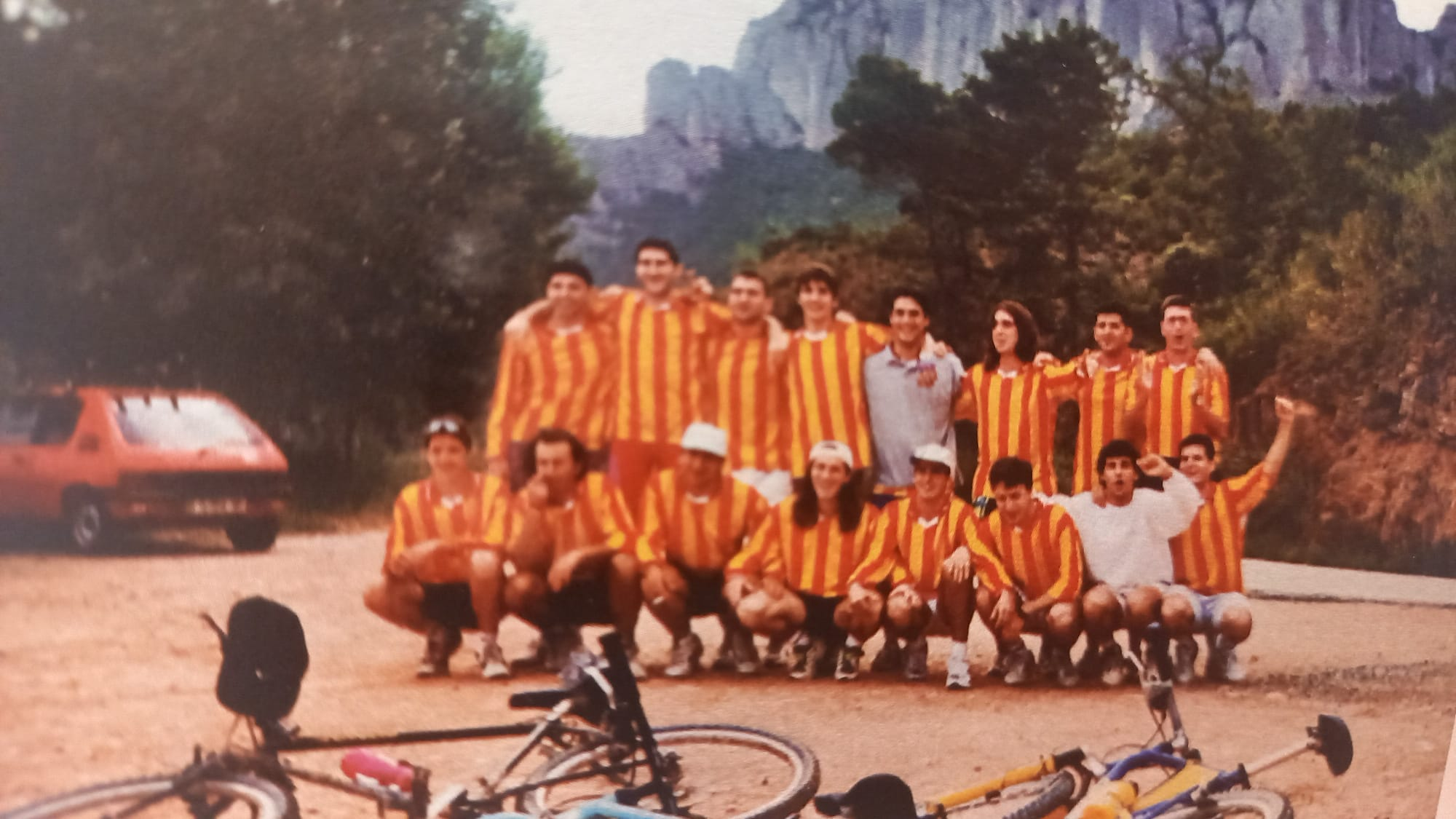
1997. Celebració de l'ascens a Primera Catalana

## Indumentària
- Primera equipació: samarreta groga amb les quatre barres vermelles, pantalons i mitges negres. Els colors actuals es remunten a l'etapa de la Segona República (1931-1936). Es tornen a fer servir a partir de l'any 1976.
- Segona equipació: samarreta negra amb franges roses, pantalons i mitges negres.

## Camp de futbol Andreu Lladó
El camp de futbol actual es va construir el 4 de novembre 1984, a l'actual carrer Joaquim Blume. L'ajuntament de Callús, comandat per Bonaventura Puig, compra el terreny a les Mines de Potassa de Súria per 254.200 pessetes, gràcies a les ajudes de la Diputació i la Generalitat. L'11 de novembre, serà inaugurat oficialment pel president de la Generalitat, Jordi Pujol.
Anys després, durant el febrer de 2015, i gràcies a la col·laboració dels socis i diferents entitats, el president de la Diputació de Barcelona, Salvador Esteve, inaugura la gespa artificial al camp municipal Andreu Lladó.

## Equips
Actualment, al Club de Futbol Callús hi ha un total de tretze equips:
- Prebenjamí
- Benjamí
- Aleví A
- Aleví B
- Infantil
- Cadet A
- Cadet B
- Juvenil A
- Juvenil B
- Sènior A
- Sènior B
- Veterans
- Femení

## Referència bibliogràfica
- Informació i imatges extretes de: Diversos col·laboradors de Callús (2022). La Història del CF Callús 1922-2022